# ألياتس الثاني
ألياتس الثاني هو ملك ليديا والمؤسس الحقيقي لها. حكم بين عامي 603 – 560 قبل الميلاد، وهو ابن سادياتس من أسرة مرمانداي.
خاض لسنوات حرباً ضد مليتوس كان قد بدأها أبوه، لكنه اضطر إلى أن يحول نظره باتجاه الميديين والبابليين. وفي 28 مايو 585 خلال معركة وقعا على ضفاف نهر هاليس بينه وبين كياكساريس ملك ميديا حدث كسوف للشمس فتوقفت المعركة وتم عقد سلام على أن يكون نهر هاليس (قيزيل إرماك حالياً) الحد الفاصل بينهما. دحر القيمريين وأخضع كاريا واحتل عدة مدن أيونية ومنها سميرنا (إزمير حالياً) وكولوفون.
بعد موته خلفه ابنه كرويسوس وقبره لا يزال موجودا في هضبة بين بحيرة غيغايا ونهر هيرموس شمال ساردس وهو كومة تراب كبيرة مع بناء من الاحجار الضخمة ونقب عنه شبيغلثال عام 1854 حيث وجد انه غطى سردابا كبيرا مصنوع من أحجار رخامية منحوتة بعناية بها ممر به سقف مسطح، أما الناؤوس ومحتوياته فقد تمت سرقتها من قبل لصوص القبور الأوائل وما بقي هو بعض الآنية المرمرية وبعض الفخار والفحم النباتي

## معرض صور

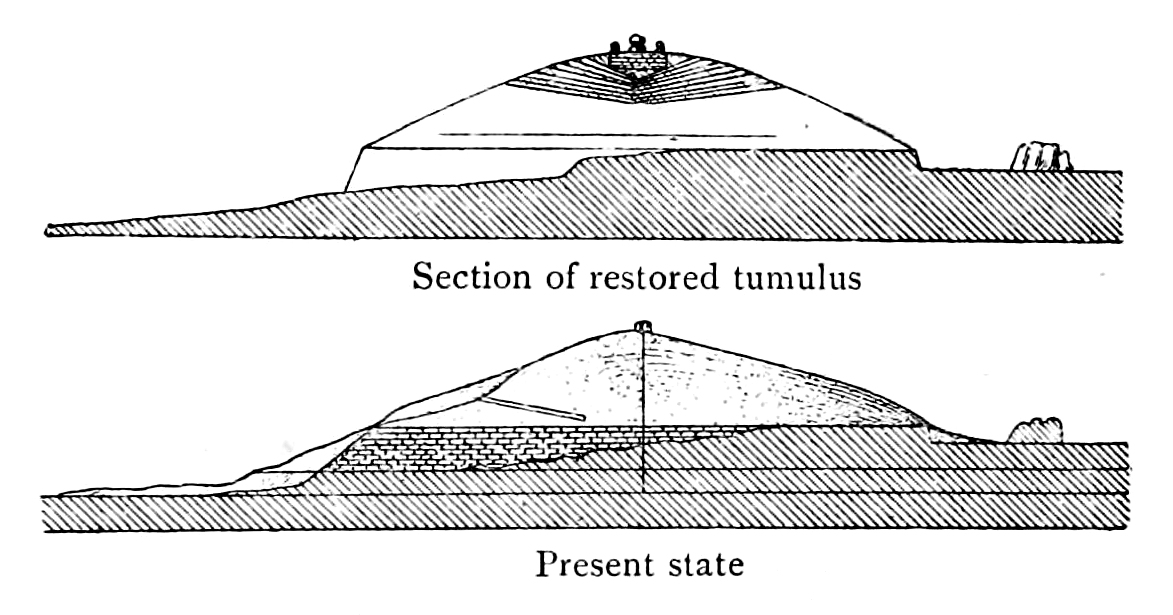
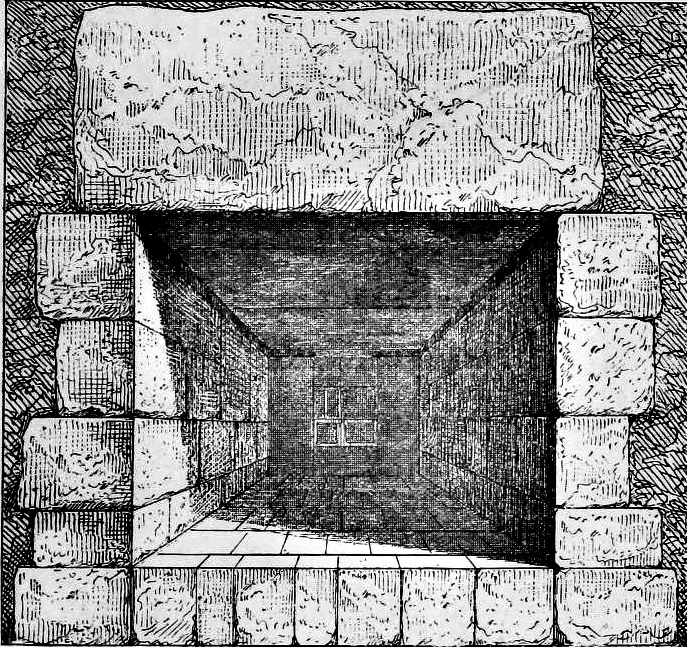
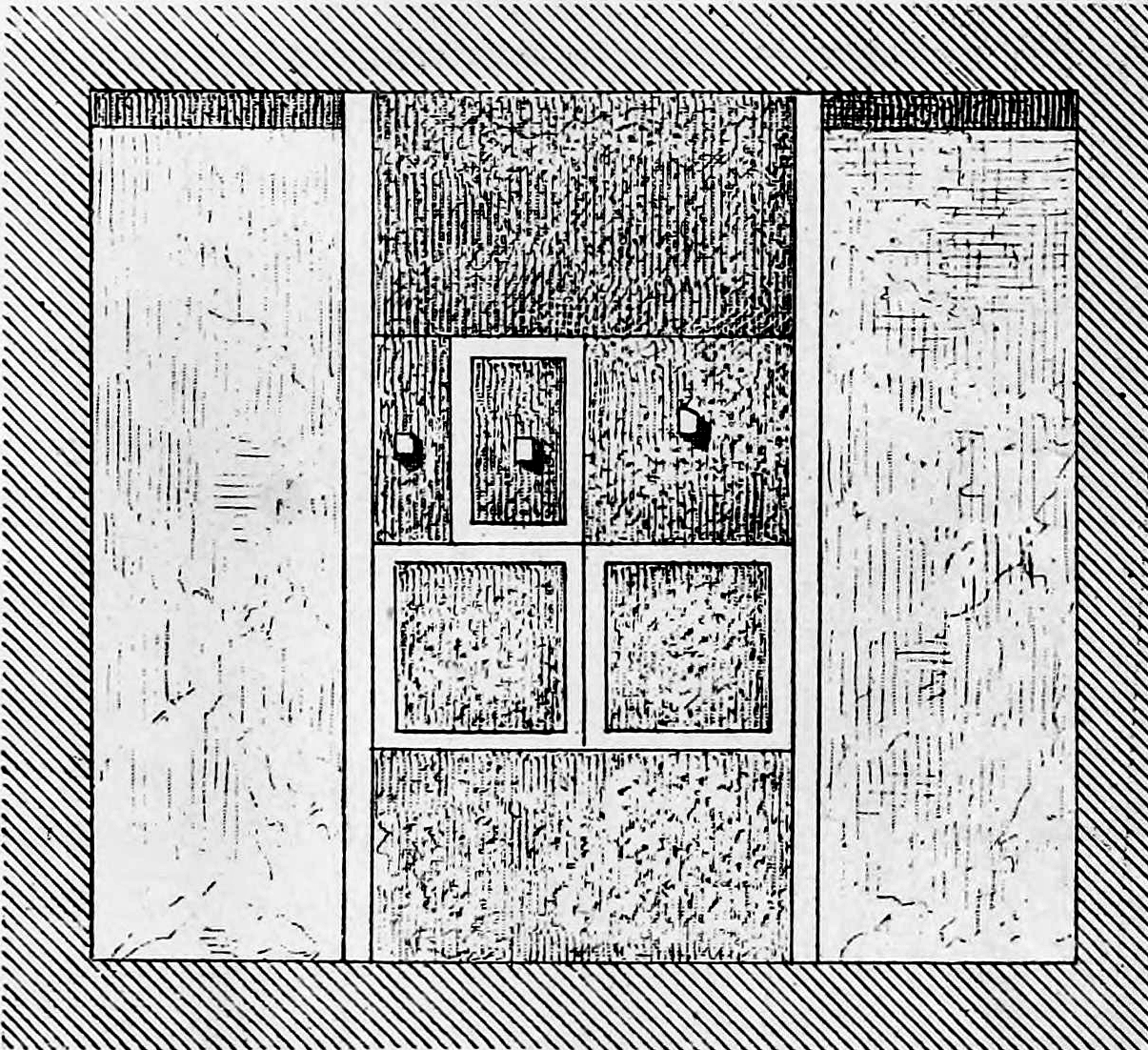
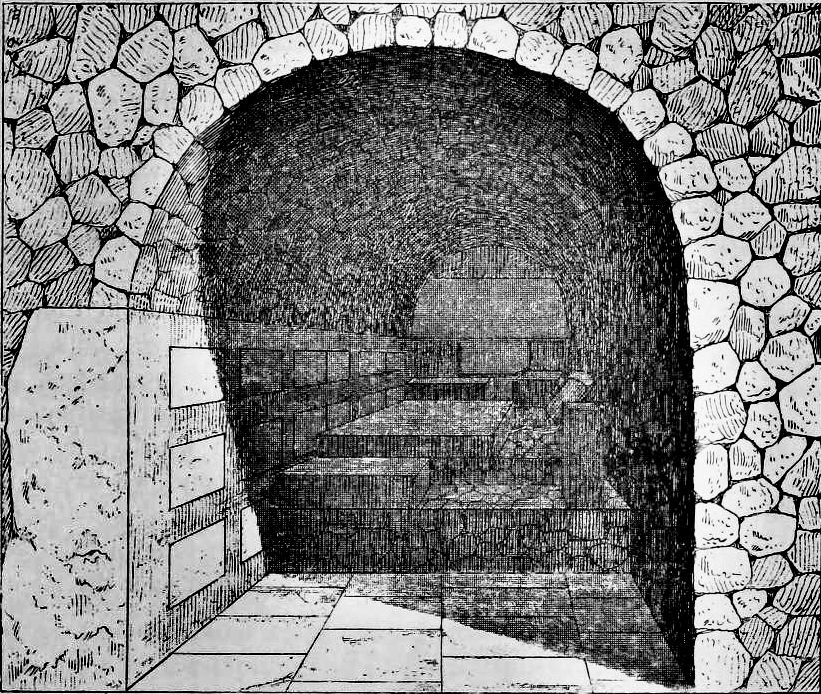